# Provincia Socialistă Autonomă Kosovo
Provincia Socialistă Autonomă Kosovo (croată, sârbă, sârbo-croată: Socijalistička Autonomna Pokrajina Kosovo; chirilica sârbă: Социјалистичка Аутономна Покрајина Косово; albaneză Krahina Socialiste Autonome e Kosovës) a fost una din cele două regiuni socialiste autonome a Republicii Socialiste Serbia și a făcut parte din Republica Socialistă Federativă Iugoslavia din 1974 până în 1990. Regiunea a fost precursoarea provinciei actuale Kosovo.

## Istorie
Provincia Autonomă Kosovo și Metohia a căpătat autonomie și autoguvernare sporite în cadrul Serbiei și Iugoslaviei în anii 1970, iar numele său a fost oficial schimbat în 1974 în Provincia Socialistă Autonomă Kosovo (partea „și Metohia” a fost eliminată, deoarece nu a fost folosită de albanezii din Kosovo, iar „Socialistă” pentru a arăta ideologia socialistă a Iugoslaviei) de constituțiile R.S.F. Iugoslavia și R.S. Serbia, când P.S.A. Kosovo a adopat propria constituție. Provincia Kosovo a obținut pentru politicienii săi cele mai înalte funcții, mai ales președinția și conducerea guvernului, și a câștigat un loc în președinția federației iugoslave (inclusiv puterea de a vota împotrivă la nivel federal), care este echivalată cu statele din R. S. Serbia.
Albanezii au cerut recunoaștere provinciei Kosovo ca republică separată de Serbia în cadrul federației (minoritatea extremă cerând un Kosovo independent), iar după moartea lui Iosif Broz Tito în 1980, cererile au fost reînnoite. În martie 1981 studenți albanezi au protestat, cerând independența provinciei. Ulterior, situația s-a escaladat rapid cu violențe extreme în întreaga provincie, în 6 mari orașe din Kosovo, și a inclus peste 20000 albanezi disidenți. Autoritățile iugoslave au urmărit cu asprime și inclusiv tensiunile civile. Exodul nealbanezilor a sporit, iar tensiunile dintre albanezi și nealbanezi au sporit, prin atacuri violente în special împotriva autorităților iugoslave.
Slobodan Miloșevici a devenit liderul sârbilor comuniști în 1986, și apoi a preluat controlul asupra provinciilor Kosovo și Voivodina. Acest lucru poate fi observat mai ales în 1987 prin ruptura din Kosovo, care a dus la  imposibilitatea de pace dintre albanezi și Iugoslavia. La 28 iunie 1989, Miloșevici a condus o sărbătoare în masă cu sute de mii (aproape un milion) de sârbi în Gazimestan, prilejuită de împlinirea a 600 de ani de la bătălia de pe „Câmpul mierlei” (Kosovo polie) din luptele împotriva otomanilor. Discursul de la Gazimestan, care a marcat începutul său politic, a reprezentat o parte importantă a evenimentelor care au contribuit la continuarea crizei din Kosovo. Mișcarea naționalistă sârbă a reprezentat de asemenea un factor pentru Războaiele iugoslave.
În 1989, Miloșevici a anulat autonomia provinciei Kosovo, întorcându-o la statutul din 1971 de Provincia Autonomă Kosovo și Metohia. Parlamentul din Kosovo a ratificat decizia la 28 septembrie 1990.
În 2008 Kosovo a declarat independența față de Serbia. La 10 octombrie 2008, 52 din 192 de state membre a Națiunilor Unite au recunoscut oficial Republica Kosovo. Serbia consideră Kosovo ca parte a teritoriului său suveran.

## Demografie
Conform recensământului din 1991 (singurul recensământ realizat în timpul Provinciei Socialiste Autonome Kosovo), provincia avea o populație de 1.584.441 de locuitori, procentele comunităților etnice fiind:
- 1,226,736 de albanezi (77.4%)
- 236,526 de sârbi (14.9%)
- 58,562 de musulmani (3.7%)
- 34,126 de romi (2.2%)
- 12,513 de turci (0.8%)
- 8,717 de croați (0.6%)
- 2,676 iugoslavi (0.2%)
- 4,584 alte naționalități (0.2%)

## Politici
Unicul partid politic în provincie a fost Liga Comuniștilor din Kosovo, care a făcut parte din Liga Comuniștilor din Serbia și o parte din Liga Comuniștilor din Iugoslavia.
Constituția din Provincia Socialistă Autonomă Kosovo a fost cel mai mare act juridic al provinciei.

## Șefi de instituții

### Prim-miniștrii
Președinte al Consiliului Executiv al Comitetului Popular din Provincia Socialistă Autonome Kosovo:
- Fadil Hoxha, 1945 - 1953

Președinții ai Consiliului Executiv din Provincia Socialistă Autonomă din Kosovo:
- Fadil Hoxha, 1953 - 1963
- Ali Shukri, 1963 - mai 1967
- Ilija Vakić, Mai 1967 - mai 1974
- Bogoljub Nedeljković, mai 1974 - mai 1978
- Bahri Oruçi, Mai 1978 - mai 1980
- Riza Sapindžija, mai 1980 - mai 1982
- Imer Pula, Mai 1982 - 5 mai 1984
- Ljubomir Neo Borković, 5 mai 1984 - mai 1986
- Namzi Mustafa, mai 1986 - 1987
- Kaqusha Jashari, 1987 - mai 1989
- Nikolla Shkreli, mai 1989 - 1989
- Daut Jashanica, 1989
- Jusuf Zejnullahu, 4 decembrie 1989 - 5 iulie 1990

### Președinți
Președinte al Comitetului de Eliberare Populară a Provinciei Socialiste Autonomă Kosovo:
- Mehmed Hoxha, 1 ianuarie 1944 - 11 iulie 1945

Președinții ai Adunării Provinciei Socialiste Autonome Kosovo:
- Fadil Hoxha, 11 iulie 1945 - 20 februarie 1953; 24 iunie 1967 - 7 mai 1969
- Ismet Saqiri, 20 februarie 1953 - 12 decembrie 1953
- Đorđije Pajković, 12 decembrie 1953 - 5 mai 1956
- Pavle Jovićević, 5 mai 1956 - 4 aprilie 1960
- Dusan Mugoša, 4 aprilie 1960 - 18 iunie 1963
- Stanoje Akšić, 18 iunie 1963 - 24 iunie 1967
- Ilaz Kurteshi, 7 mai 1969 - mai 1974

Președinții Președinției Provinciei Socialiste Autonome Kosovo:
- Xhavit Nimani, martie 1974 - 1981
- Ali Shukriu, august 1981 - 1982
- Kolë Shiroka, 1982 - mai 1983
- Shefqet Nebih Gashi, mai 1983 - mai 1985
- Branislav Skembarević, mai 1985 - mai 1986
- Bajram Selani, mai 1986 - mai 1988
- Remzi Kolgeci, mai 1988 - 5 aprilie 1989
- Hysen Kajdomçaj, 27 iunie 1989 - 11 aprilie 1990